# 마키 살
마키 살(프랑스어: Macky Sall, 문화어: 막키 쌀, 1961년 12월 11일~)은 세네갈의 정치인이다. 2012년 세네갈 대통령 선거에서 대통령으로 당선되어 2012년 4월 1일에 세네갈의 대통령에 취임하게 되었다. 마키 살은 2004년 4월부터 2007년 6월까지 압둘라이 와드 정권에서 총리, 2007년 6월부터 2008년 11월까지 국회의장을 지낸 인물이다.
2020년 선학평화상을 수상하였다.

## 역대 선거 결과
| 선거명      | 직책명          | 대수 | 정당       | 1차 득표율 | 1차 득표수  | 2차 득표율 | 2차 득표수  | 결과 | 당락 |
| ----------- | --------------- | ---- | ---------- | ---------- | ----------- | ---------- | ----------- | ---- | ---- |
| 2012년 선거 | 세네갈의 대통령 | 4대  | 공화국연합 | 26.58%     | 719,367표   | 65.80%     | 1,909,244표 | 1위  |      |
| 2019년 선거 | 세네갈의 대통령 | 4대  | 공화국연합 | 58.26%     | 2,555,426표 |            |             | 1위  |      |